# Чус (верхний приток Камы)
Чус — река в России, протекает по Кудымкарскому и Юрлинскому районам Пермского края и Афанасьевскому району Кировской области. Устье реки находится в 1561 км по правому берегу реки Камы. Длина реки составляет 67 км, площадь водосборного бассейна — 845 км².
Исток реки на Верхнекамской возвышенности в 20 км к северо-западу от села Кува. Река течёт на запад и юго-запад по лесному массиву. Исток и верхнее течение находятся в Кудымкарском районе, затем река течёт по Юрлинскому району, где протекает посёлок Чус. Нижнее течение лежит в Афанасьевском районе Кировской области. В низовьях река сильно петляет, образовывает затоны и старицы. Впадает в Каму между селами Георгиево и Бисерово (Бисеровское сельское поселение). Ширина реки у устья 25-30 метров.

## Притоки
(указано расстояние от устья)
- река Большой Ручей (пр)
- 4,9 км: река Зоба (пр)
- 12 км: река Кая (Северная Кая, пр)
- 23 км: река Сардай (лв)
- 28 км: река Обмен (лв)
- река Дормаха (пр)
- река Чёрная (пр)
- 49 км: река Северный Чус (пр)
- река Ломашерка (пр)
- река Кондовка (лв)
- река Южный Чус (лв)

## Данные водного реестра
По данным государственного водного реестра России относится к Камскому бассейновому округу, водохозяйственный участок реки — Кама от истока до водомерного поста у села Бондюг, речной подбассейн реки — бассейны притоков Камы до впадения Белой. Речной бассейн реки — Кама.
Код объекта в государственном водном реестре — 10010100112111100000450.